# Pristiglottis occulta
Pristiglottis occulta är en orkidéart som först beskrevs av Carl Ludwig von Blume, och fick sitt nu gällande namn av Paul Cretzoiu och Johannes Jacobus Smith. Pristiglottis occulta ingår i släktet Pristiglottis och familjen orkidéer. Inga underarter finns listade i Catalogue of Life.